# Ouimet Canyon
Ouimet Canyon är en kanjon i Kanada.   Den ligger i provinsen Ontario, i den sydöstra delen av landet, 1 000 km väster om huvudstaden Ottawa. Ouimet Canyon ligger 312 meter över havet. Den ligger vid sjön Gulch Lake.
Terrängen runt Ouimet Canyon är platt västerut, men österut är den kuperad. Terrängen runt Ouimet Canyon sluttar österut. Runt Ouimet Canyon är det mycket glesbefolkat, med 3 invånare per kvadratkilometer.. Närmaste större samhälle är Dorion, 9,2 km öster om Ouimet Canyon. 
I omgivningarna runt Ouimet Canyon växer i huvudsak blandskog.